# Видаль, Эмилио
Эмилио Видаль Льянес (исп. Emilio Vidal Llanes; 8 декабря 1900, Сантандер — 24 мая 1968, Сабадель, Каталония) — испанский футболист и тренер. Участник Рифской войны.

## Биография

### Клубная
Эмилио Видаль начинал карьеру в команде «Эспанья» (Барселона). В 1924 году был приглашён в «Кастельон», вскоре став капитаном команды. Вместе с командой выиграл два региональных чемпионата — 1928/29 и 1929/30.
Карьеру завершил в клубе «Нулес».

### Тренерская карьера
В 1940 году начал тренировать «Нулес», но уже в конце сезона получил предложение вернуться в «Кастельон» в качестве главного тренера. В 1944 году возглавил «Гранаду», но уже через год вернулся в «Кастельон». В 1946 году стал главным тренером «Атлетико Авиасьон». В конце апреля 1948 года покинул команду. В последующие годы тренировал «Сабадель», «Лериду», «Эстремадуру».